# Li Mega
Li Mega – elektryczny samochód osobowy typu minivan klasy wyższej produkowany przez chińskie przedsiębiorstwo Li Auto od 2023 roku.

## Historia i opis modelu

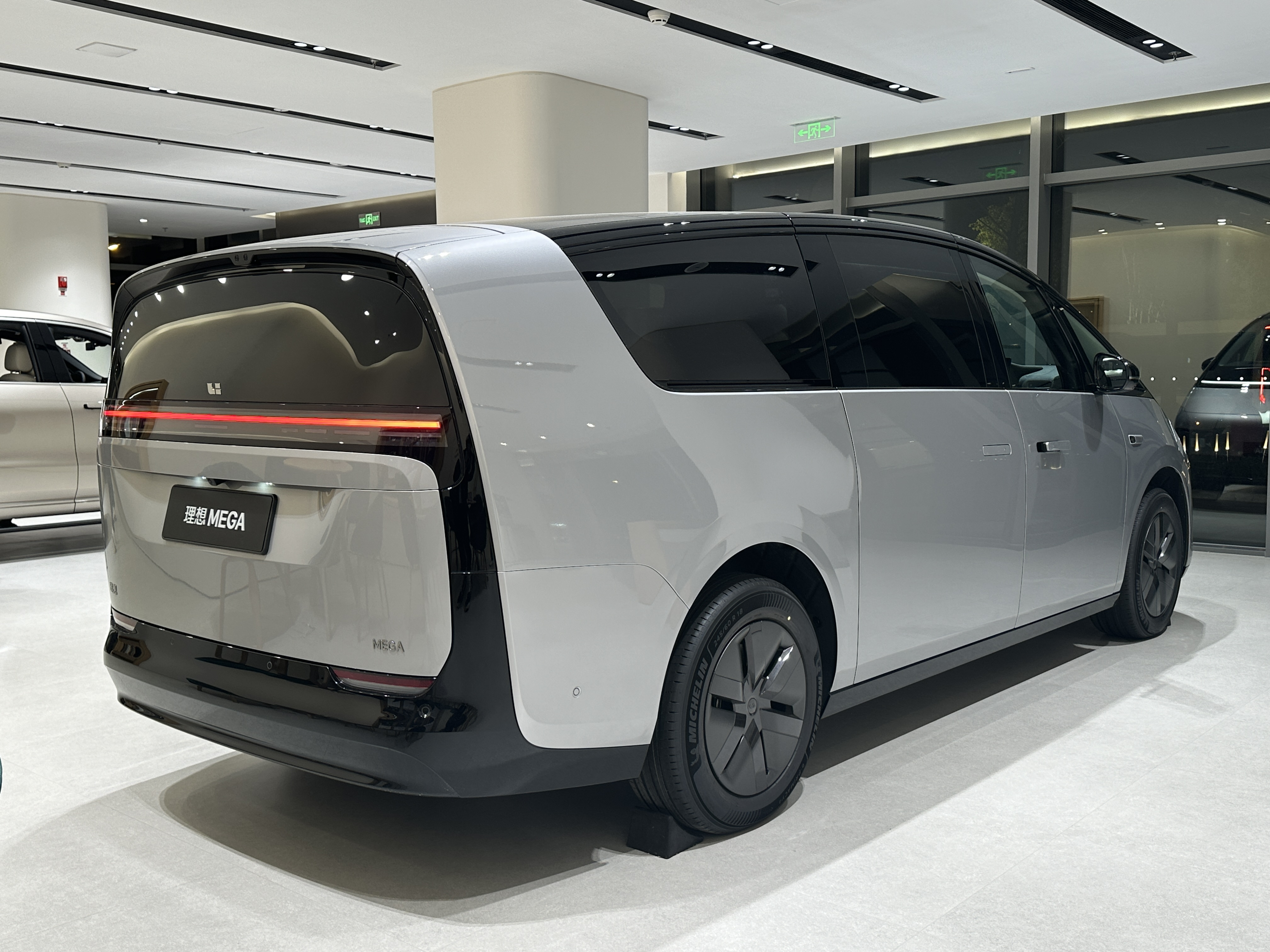
Li Mega - tył

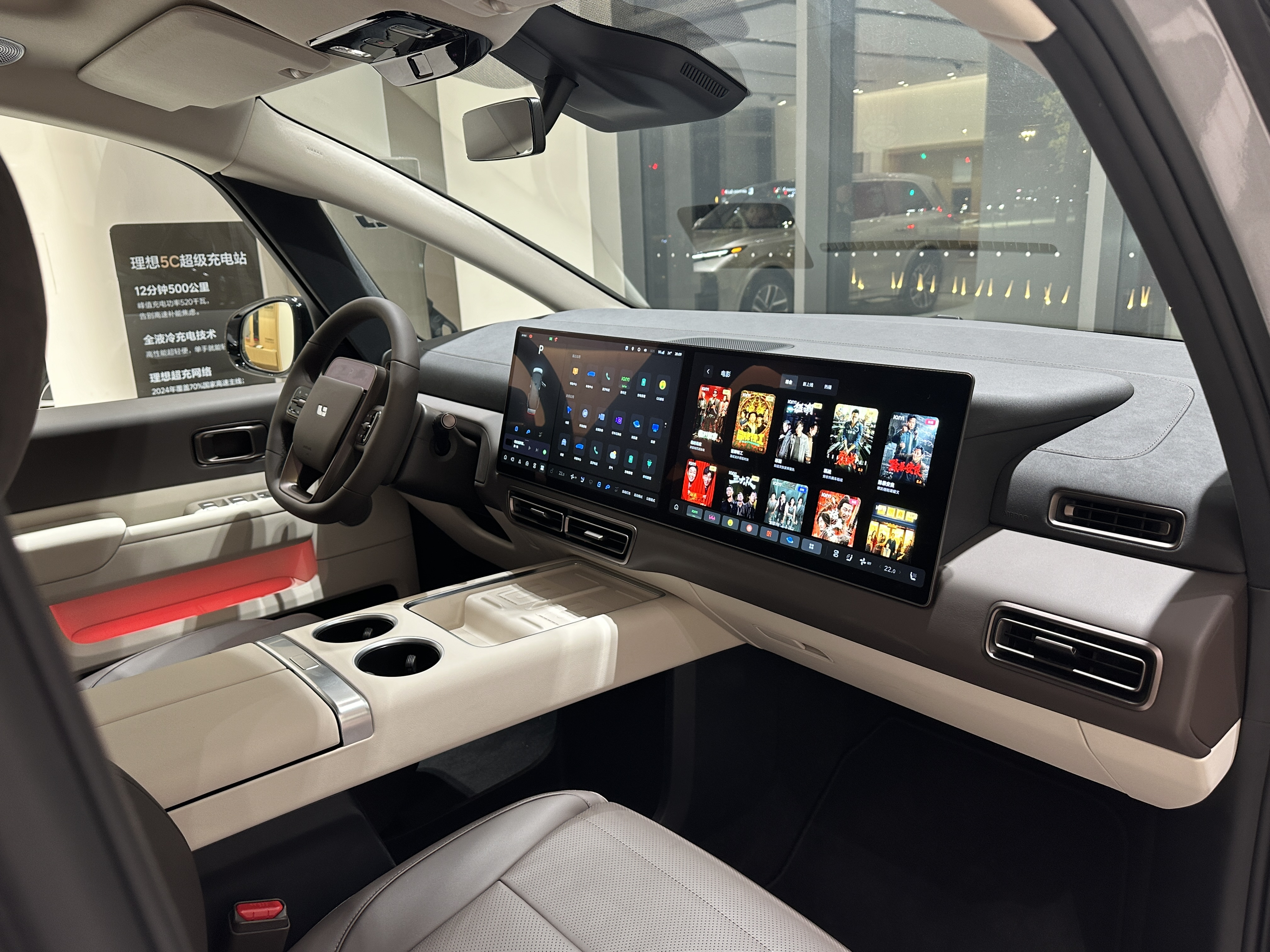
Li Mega - kokpit

W listopadzie 2023 podczas międzynarodowych targów motoryzacyjnych Auto Guangzhou 2023 Li Auto przedstawiło swój czwarty samochód, w przeciwieństwie do dotychczasowych produktów niebędący hybrydowym SUV-em, lecz w pełni elektrycznym dużym luksusowym minivanem. Samochód utrzymany został w niekonwencjonalnej, futurystycznej koncepcji stylistycznej, w ramach której zdecydowano się odejść od tradycyjnego podziału na prostopadłościenne bryły. Pomimo ponad 5,3 metra długości nadwozia, utrzymało one jednobryłową postać w formie łuku biegnącego od maski umieszczonej w jednej liii z szybą aż po tylną krawędź nadwozia. Poczynając od pierwszego rzędu siedzeń, linia dachu łagodnie opadła ku nisko umieszczonej tylnej szybie. Nietypowe proporcje nadwozia pozwoliły na uzyskanie najbardziej aerodynamicznego nadwozia wśród minivanów i jednego z najbardziej aerodynamicznych w historii, ze współczynnikiem oporu powietrza równym 0,215 Cd. Charakterystycznymi detalem zostały wąskie pasy świetlne umieszczone pod krawędziami zarówno przedniej, jak i tylnej szyby.
Krótki przedni zwis kontrastuje z wydłużonym zwisem tylnej części nadwozia, który podyktowany został wygospodarowaniem jak największej przestrzeni za trzema rozłożonymi rzędami siedzeń. Kształt nadwozia pozwolił zmaksymalizować długość bagażnika przekraczającą 1,06 metra. Do 7 pasażerach może podróżować w konfiguracji 2+2+3, z pojedynczymi fotelami w drugim rzędzie oraz 3-osobową kanapą w ostatnim. Ci pierwszy mają do dyspozycji wysuwany z sufitu 17-calowy ekran, z kolei z przodu deskę rozdzielczą wzorem SUV-ów Li Auto przyozdobił podwójny ekran pokrywający konsolę centralną oraz przestrzeń przed pasażerem. Li Mega wyposażono w 21-głośnikowy system nagłośnieniowy.

### Sprzedaż
Li Mega powstało głównie z myślą o wewnętrznym rynku chińskim, rozpoczynając produkcję miesiąc po listopadowym debiucie, w połowie grudnia 2023. Dostawy pierwszych egzemplarzy do klientów wyznaczono na luty 2024, z czego jeszcze podczas premiery producent zgromadził 10 tysięcy depozytów od pierwszych zainteresowanych.
10 marca 2024, 10 dni po oficjalnym debiucie rynkowym Li Mega, przez chińskie media społecznościowe przetoczyły się liczne krytyczne komentarze wobec konstrowersyjnego wyglądu elektrycznego minivana. Ich ilość oraz zjadliwość wywołała zdecydowaną reakcję ze strony prezesa Li Auto, Li Xianga, który zarzucił internautom odstraszanie potencjalnych zainteresowanych i zapowiedział kroki prawne.

### Dane techniczne
Li Mega jest samochodem w pełni elektrycznym, do którego napędu wykorzystane zostały dwa silniki rozwijające łączną moc 544 KM, co pozwala to osiągnąć 100 km/h w 5,5 sekundy. Duża bateria od firmy CATL o pojemności 102,7 kWh pozwala według deklaracji producenta przejechać na jednym ładowaniu według mieszanego cyklu CLTC do 700 kilometrów, z czego nowatorskim rozwiązaniem stała się technologia superszybkiego ładowania 5C. Pozwala ona osiągać do 520 kW mocy uzupełniania energii, pozwalając zyskać do 500 kilometrów zasięgu w 15 minut.